# Herbert Fritzenwenger
Herbert Fritzenwenger (* 7. Oktober 1962 in Ruhpolding) ist ein ehemaliger deutscher Biathlet und Skilangläufer.
Sein bestes Resultat im Weltcup war 1985 der dritte Platz im Einzel über 20 Kilometer in Antholz. 1988 nahm er an den Olympischen Spielen in Calgary sowohl im Biathlon (20 km Einzelwettkampf) als auch im Langlauf (50 km und Schlussläufer 4 × 10 km Staffel) teil.
Nach seiner sportlichen Karriere übernahm er 1991 die Leitung des damaligen Bundesleistungszentrums für Biathlon in Ruhpolding. Als Mitglied und Präsident des Organisationskomitees in Ruhpolding war er bis zum Jahr 2002 mitverantwortlich für die Entwicklung des Biathlonsports.
1992 wurde von ihm die Biathlon World Team Challenge ins Leben gerufen und organisiert. Seit 2002 wurde die WTC in der Veltins-Arena AufSchalke durchgeführt. Als Vermarkter in den Jahren 1999 bis 2003 konnte er mit seiner damaligen Firma Fritzenwenger & Friends die Rechte an den meisten Biathlon-Weltcups und der Biathlon-WM 2003 verwerten.
Er gehörte zu den Mitentwicklern des Sendeprofils Star Biathlon. In den Jahren 2005, 2006, 2007, 2008 und 2013 erreichte man Einschaltquoten von bis zu 5,5 Mio. Zuschauern in der ARD. 2010 war er an der Entwicklung der SAT.1-Sendung Winterspiele der Stars beteiligt. Beide Sendeformate wurden in Zusammenarbeit mit der Produktionsfirma First Entertainment realisiert.
Für das ZDF war er 32 Jahre bis März 2024 als Co-Kommentator der Biathlonwettbewerbe tätig.
Seit November 2003 ist er Präsident des Golfclub Ruhpolding.
Von Mitte Mai 2009 bis 31. Juli 2012 war er für den Deutschen Skiverband sportlicher Leiter des DSV-Bundesstützpunktes Berchtesgaden/Ruhpolding in den Disziplinen Biathlon, Ski-Langlauf, Nordische Kombination und Skispringen.